# Johan Jakobsson
Johan Mikael Jakobsson (ur. 12 lutego 1987 w Göteborgu) – szwedzki piłkarz ręczny grający na pozycji prawego rozgrywającegi. Wicemistrz olimpijski 2012 z Londynu. Obecnie występuje w Bundeslidze, w drużynie SG Flensburg-Handewitt.

## Sukcesy

### reprezentacyjne
- srebrny medalista igrzysk olimpijskich 2012 w Londynie

### klubowe
- złoty medalista mistrzostw Danii 2013
- złoty medalista mistrzostw Szwecji 2010, 2011
- zdobywca pucharu Niemie 2015